# Rhabdochaeta spinosa
Rhabdochaeta spinosa es una especie de insecto del género Rhabdochaeta de la familia Tephritidae del orden Diptera.

## Historia
Lamb la describió científicamente por primera vez en el año 1914.